# 인천광역시학생교육문화회관
인천광역시학생교육문화회관(仁川廣域市學生敎育文化會館, Incheon Educational and Cultural Center for Students)은 인천광역시의 건전한 학생교육문화의 창달을 위하여 인천광역시교육청 산하에 설치된 직속기관이다. 예전 인천축현초등학교가 있던 자리에 건설되었다.
관장은 지방부이사관으로 보한다.

## 연혁
- 2004년 10월 7일: 개관

## 조직
관장
- 운영부
- 총무부

## 같이 보기
- 인현동 호프집 화재 - 이 사건의 추모석과 위령비가 주차장 쪽에 있다.